# Club Me
Club Me е третият EP, издаван от американската пънк рок група Офспринг на 1 януари 1997 година.

## Песни
1. I Got A Right (Иги Поп Кавър) 2:20
2. D.U.I. (Съставена От Нуудълс) 2:26
3. Smash It Up (The Damned Кавър) 3:25

## Информация
- I Got A Right е кавър на Иги Поп и групата му „Студжис“.
- D.U.I. е единствената песен на Офспринг, която е изцяло съставена от Нуудълс.
- Smash It Up е издадена като сингъл от саундтрака на Batman Forever.
- Club Me е единственият EP (или студиен албум), който не разполага с песен, написана или в съавторство с вокалиста Декстър Холанд.

## Офспринг членове
- Декстър Холанд – Вокалист И Китара
- Нуудълс – Китара
- Грег Кризъл – Бас Китара
- Рон Уелти – Барабани